# Cuando los hijos se van
Cuando los hijos se van é uma telenovela mexicana produzida por Silvia Pinal para a Televisa e exibida pelo El Canal de las Estrellas entre 7 de fevereiro e 2 de setembro de 1983.
A trama é inspirada no filme Cuando los hijos se van, produzido em 1941, que por sua vez também serviu de inspiração para uma novela de mesmo nome produzida pela Televisa em 1969. 
Foi protagonizada por Saby Kamalich e Raúl Ramírez e antagonizada por Roberto Ballesteros.

## Sinopse
Julio e Francisca têm um casamento sólido e 5 filhos adultos, e aí estão os problemas: Teresa, quando era jovem e ingênua, se apaixonou por Álvaro, um homem casado, mas 10 anos depois não consegue manter a fachada diante da família, e confessa tudo. No entanto, embora ela tente deixar Alvaro, ela não pode; Seu amor é verdadeiro e completamente mútuo.
Kiko, outro filho, usa e abusa o amor de Susana, que o ama com loucura. Ele vira as costas para o amor, apenas para receber ajuda financeira dela, mas depois se torna caçador caçado porque ele acaba se apaixonando por Susana. Mas Kiko cometeu muitos erros em sua vida e acha que seria injusto amarrar Susana a um homem como ele.
Hilda tem um romance perfeito: o amor de Jorge, um bom jovem, profissional e muito correto, um casamento branco e uma vida irrepreensível.
Para Ignacio, o amor representa uma liquidação de contas consigo mesmo. Ele está ganhando autoconfiança, começa a resolver seus problemas internos e seu terrível complexo de inferioridade. Por trás disso é Claudia, uma garota que o ama pela beleza de seu espírito.
María Graciela está apaixonada pela primeira vez, Ricardo. Ela é todo beijo apaixonado, olhares lânguidos, suspiros em voz alta e berrinches infantis, mas será realmente amor ou capricho passageiro?

## Elenco
- Saby Kamalich - Francisca Mendoza
- Raúl Ramírez - Julio Mendoza
- Silvia Pasquel - Teresa Mendoza
- Enrique Rocha - Álvaro
- Alejandro Camacho - Ignacio Mendoza
- Anabel Ferreira - Hilda Mendoza
- Roberto Ballesteros - Julio Francisco "Kiko" Mendoza
- Rosenda Monteros - Tía Elvira
- Margarita Sanz - Rebeca
- Mónica Prado - Susana
- Mercedes Olea - María Graciela Mendoza
- Jorge Pais - Damián
- Crystal - Claudia
- Claudio Báez - Jorge Guerra
- Demián Bichir - Ricardo
- Simone Brook - Martha
- Eloísa Capdevilla - Doña Matilde
- Deborah Conde - Dominga
- Alfonso Barclay - Alfonso
- Alejandra Guzmán - Alejandra
- Luis Enrique Guzmán - Chito
- Raúl Marcelo - Abel
- Carmen Rodríguez - Diana
- Lucero Lander - Lolita
- Uriel Chávez - Vicente
- Judith Velasco Herrera - Esposa de Vicente